# 许文思 (微生物制药专家)
许文思（1925年3月5日—2004年4月18日），男，台湾高雄人，中国微生物制药专家，中国工程院院士，台湾民主自治同盟第二届总部理事会理事。

## 生平
1995年，荣获中国工程院院士。